# 彼得·貝爾茲
彼得·理查德·貝爾茲（英語：Peter Richard Baelz，1923年7月27日—2000年3月15日）是一名英國聖公宗牧師和神學家。
貝爾茲出生於1923年7月27日，曾在德威學院和劍橋大學接受教育，並在劍橋大學獲得網球冠軍。他在劍橋大學韋斯特科特學院接受聖職培訓，並於1950年被授予聖職，開始他在伯恩維爾和舍伯恩的修會生涯。之後，他在華威郡維蕭和伯明罕伯恩維爾任職。1960年至1972年，他擔任劍橋大學耶穌學院研究員、牧正和神學講師。1972年至1980年，他擔任牛津大學道德與牧師神學榮譽教授，1980年至1988年擔任達勒姆座堂牧正。他是一位著名作家，於2000年3月15日逝世，享年76歲。